# Stämsjön, Bohuslän
Stämsjön är en sjö i Munkedals kommun i Bohuslän och ingår i Örekilsälvens huvudavrinningsområde. Sjön är 9,3 meter djup, har en yta på 0,0543 kvadratkilometer och befinner sig 140,9 meter över havet.

## Delavrinningsområde
Stämsjön ingår i det delavrinningsområde (650832-126251) som SMHI kallar för Vid mätstation Gunnarsbo. Medelhöjden är 113 meter över havet och ytan är 8,14 kvadratkilometer. Räknas de 39 avrinningsområdena uppströms in blir den ackumulerade arean 613,17 kvadratkilometer. Avrinningsområdets utflöde Örekilsälven mynnar i havet. Avrinningsområdet består mestadels av skog (68 %), öppen mark (13 %) och jordbruk (18 %). Avrinningsområdet har 0,05 kvadratkilometer vattenytor vilket ger det en sjöprocent på 0,7 %.